# NeXT (rivista)
NeXT è una rivista italiana di fantascienza e letteratura fantastica in generale, nata nel 2005 come bollettino ufficiale del movimento letterario del connettivismo. I racconti pubblicati spaziano nell'intero spettro tematico della narrativa fantastica, mentre gli articoli tendono a privilegiare riflessioni critiche sullo stato della fantascienza e sul futuro, con rubriche dedicate alla scienza e alla tecnologia. Recentemente, il numero delle rubriche è stato ampliato notevolmente e si è cominciato a pubblicare articoli che riguardano l'intero mondo connettivista, quali riflessioni sulla letteratura, sul cinema, sui fumetti e così via.

## Storia
Fondata nel marzo 2005 da Marco Milani, Giovanni De Matteo e Sandro Battisti, la rivista è stata diretta prima da De Matteo e poi da Battisti, e si è attestata subito come uno dei più attivi laboratori di idee in seno alla fantascienza italiana, pubblicando tra l'altro opere di Lukha B. Kremo, Ro, Abate degli Stolti, autori attivi nel campo da diversi anni. Attraverso i suoi scrittori ha allacciato una intensa rete di collaborazioni incrociate con le più vitali realtà on line del settore, come Continuum e Fantascienza.com. La pubblicazione si avvale di artisti grafici che cambiano di volta in volta (tra i più assidui "arredatori" dei numeri si possono citare Daniele Cascone, Francesco D'Isa e Matteo Ventura). NeXT si distingue da altre riviste anche per la scelta di pubblicare tutti i contributi narrativi e saggistici usando lo pseudonimo dei rispettivi autori. La scelta, già espressa a suo tempo nel Manifesto del Connettivismo (dicembre 2004), è inquadrabile in un'esigenza di rottura con ogni logica commerciale o tendenza di mercato.
Il tutto si sposa allo spirito schiettamente anarchico che presiede alla nascita stessa del movimento, che si distingue come un tentativo anacronistico di avanguardia all'interno di un genere come la fantascienza, votato per natura alla sperimentazione e alla prefigurazione di scenari futuri.
La rivista è stata finalista ai Premi Italia 2006, 2007, 2008, 2009 e 2010 nella sezione Fanzine, premio conquistato poi nel 2011. Sempre nel 2011 è uscita una raccolta dei primi 15 numeri di NeXT intitolata SuperNeXT, edizione curata da Alex Tonelli e Domenico Mastrapasqua. Dal luglio 2006 è on line il sito web di riferimento della rivista e dell'intero movimento, a opera di 2x0: Next Station, un orizzonte elettronico aperto sull'universo del Connettivismo. Nel 2009 la rivista ha avuto un'edizione internazionale in lingua inglese, co-curata da De Matteo e Salvatore Proietti, con contributi di firme storiche del gruppo e di ospiti di eccezione quali Alan D. Altieri, Giuseppe Lippi, Riccardo Valla e Richard K. Morgan.